# Милість богів
«Милість богів» (англ. The Mercy of Gods) — науково-фантастичний роман 2024 року, який під псевдонімом Джеймс С. А. Корі написали американські автори Деніел Абрагам і Тай Френк. Є першою книгою трилогії «Війна полоненого» (The Captive's War).
Дія роману розгортається у далекому майбутньому, де людство іншої планети було завойоване інопланетною імперією під назвою Керрикс. Загарбники викрадають групу науковців задля виконання ними особливого завдання, від якого залежить подальша доля людства. Науковий співробітник Дафід Алхор разом з іншими полоненими намагається вижити під владою прибульців, зберігаючи при цьому свою людяність. «Милість богів» високо оцінили за світобудову, розвиток персонажів і дослідження таких тем, як опір та індивідуальність в умовах авторитарних режимів.

## Створення
Шанувальник докласичної історії, Тай Френк надихнувся сюжетом з Книги Даниїла, героя якої вивезли з маленької аграрної країни гігантські військові сили. У 2010-х роках Френк запропонував Абрагаму переповісти його як наукову фантастику. Абрагама зацікавила ідея «Книги Даниїла як біблійної версії Орвеллівського „1984“», дослідження теми збереження індивідуальної ідентичності в авторитарній імперії. 2018 року видавництво Orbit анонсувало майбутню трилогію.
Оповідь роману ведеться від обмеженої третьої особи з чергуванням точок зору Дафіда (переважно), Джессин, інших людських персонажів, Рою та Екур-Ткалала. Кожну з шести частин починає уривок із «останньої заяви» бібліотекаря Екур-Ткалала, від початку повідомляючи про падіння імперії Керрикс і натякаючи на ключову роль у цьому Дафіда. Цим флешфорвардом автори створюють «промінь надії» серед «мороку» подій книги, а також інтригу — «як» персонаж досягне, здавалося б, неможливого.

## Сюжет
Книгу починає уривок «із останньої заяви бібліотекаря-доглядача людської частини керриксів», у якій Екур-Ткалал каже, що напад на планету Анджін призвів до поразки керриксів.
На Анджіні тисячі років живуть люди, але їхнє походження нез'ясоване. Дафід Алхор — молодший науковий співробітник з дослідницької групи Тоннера Фрайса, у складі якої також Ельзе Анналіз Яннін, Джессин Каул, Кампар, Рікар Доматан, Ірінна, Синнія і Нел. Група здійснила прорив, подолавши різницю біохімії організмів Анджіну.
Раптово на Анджін вторгаються значно розвиненіші технологічно керрикси та підкорені ними види. Керрикси поділяються на різні касти, що суттєво різняться виглядом і мисленням. Поневоленим видам відводиться певне заняття і змінити його вони не можуть. Ці істоти не мають нічого схожого на людську мораль; свою діяльність вони розцінюють лише як пристосування довкілля під власні потреби. Знищивши одну восьму людського населення, керрикси викрадають багатьох представників соціальної та наукової еліти планети, включно з групою Дафіда. Полонених перевозять на космічних кораблях до величезного міста керриксів. В одному з його зикуратів наглядач, відомий як бібліотекар, призначає групі Тоннера завдання зробити одні чужорідні організми (звані «ягодами») придатними для вживанням іншими (званими «не-черепахами»). Полоненим науковцям пояснюють, що від успіху проєкту залежить чи лишать керрикси живими решту людей.
Поки група намагається адаптуватися до неволі, вони стикаються з різними проблемами й побоюються, що проводять дослідження недостатньо швидко. Їм доводиться захищатися від нападів іншого виду, «нічних п'яниць», які претендують посісти те саме місце в суспільстві керриксів, що й люди. Згодом людям вдається вбити декількох цих істот і змусити їх капітулювати. У відповідь на це керрикси страчують «нічних п'яниць».
Джессин бореться з психічними проблемами за відсутності ліків. Відносини в групі стають напруженими, особливо між Тоннером, Ельзе й Дафідом. Тим часом серед полонених людей формується рух опору на чолі з Уррисом Остенкуром, який планує створити біологічну зброю для використання проти керриксів. Деякі члени групи Тоннера, як-от Синнія, долучаються до опору.
Дафід дізнається від Ельзе, що вона носійка сутності Рою — шпигуна, надісланого ворогами керриксів через тривалу міжпланетну війну. Ці вороги уміють створювати життя та заманюють керриксів на придатні для них планети, щоб потім атакувати. Ельзе переконує Дафіда зрадити людський опір, щоб отримати більшу перевагу в майбутньому. Розриваючись між вірністю своїм ближнім і страхом перед наслідками, Дафід зрештою вирішує повідомити бібліотекаря про змову серед колег. Керрикси вбивають багатьох людей, у тому числі Синнію. Ельзе помирає після того, як Рій покидає її тіло. Потім керрикси страчують бібліотекаря за те, що його «врятувала тварина». Після цього призначається новий бібліотекар-доглядач — колишній бібліотекар-завойовник на ім'я Екур-Ткалал. Він повідомляє вижилим людям, що їхні напрацювання виявилися корисними, і тому їм будуть призначені нові обов'язки; людей оцінюють як неочікувано винахідливих, а тому достойних життя в суспільстві керриксів. Екур-Ткалал проте відчуває огиду до інших видів, яких зве «тваринами», і погоджується спілкуватися лише з одним представником від кожного виду. Таким представником від людей стає Дафід.
Дафід усвідомлює, що керрикси не мають поняття про свободу, бо все їхнє життя визначається колективним мисленням, у якому немає індивідуальності, що підсумовується в фразі керриксів «Що є, є». Екур-Ткалал зазначає, що отримав свої технології від підкорених істот.
Ймовірно, група буде розділена, але Дафід обіцяє знайти спосіб перемогти керриксів у довгостроковій перспективі. Рій у тілі Джелліта обмірковує свою місію передати розвіддані командуванню, але опиняється в конфлікті через зростаючі емоції та прихильність до Дафіда.

## Дійові особи
- Дафід Алхор, Джессин Каул, Тоннер Фрайс, Ельзе Анналіз Яннін, Кампар, Рікар Доматан, Синнія, Нел, Ірінна; Джелліт Каул, Лларен Морзе, Уррис Остенкур; Амір Кіндред;
- Рій; керрикси: бібліотекар-доглядач, бібліотекар-завойовник.

## Сприйняття
«Милість богів» отримала переважно позитивні відгуки критиків і увійшла до списків бестселерів. Publishers Weekly назвали її «майстерним» запуском серії, похваливши авторів за створення «сліпучого нового світу» й описавши книгу як «космічну оперу в найкращому вигляді». Вони особливо високо оцінили баланс між «подіями, що потрясли світ» і «деталізованими та зворушливими портретами людей, які в них потрапили». Андреа Диба з Library Journal описала роман як «вражаючу космічну оперу» та «розумну та інноваційну науково-фантастичну епопею з нескінченним розмахом» і «напруженим саспенсом», високо оцінивши зображення у романі інопланетних видів як «самобутнє» і «відверто моторошне». Диба зазначила, що сила книги полягає в її здатності збалансувати масштабні події з «маленькими моментами людської вразливості та відваги».
Зак Крам з The Ringer зауважив, що «Милість богів» використовує «вужчу оповідну лінзу» порівняно з попередньою серією Корі «Експансія». Він зазначив, що хоч у романі «не вистачає політичного маневрування», його світобудова «створює відчуття його всесвіту непізнавано гігантським». Kirkus Reviews назвали роман «приголомшливим» і похвалили його як «початок того, що може стати найепічнішою — і найцікавішою — серією Корі», підкресливши «винятковий» розвиток персонажів роману, «карколомний» темп і «широкий розмах оповіді», а також «надзвичайну» світобудову. Кеті Фрейзер із The Bookseller назвала роман «не лише тріумфальним вступом до нового галактичного світу, який сподобається шанувальникам як Корі, так і „Експансії“, але й своєчасним зображенням людської стійкості в найтемніші часи». Аурелія Скотт із AudioFile назвала історію «драматичною та інтелектуально глибокою», розмови в нарації Джефферсона Мейза реалістичними, а особистості «яскравими та виразними».

### Відзнаки
2024 року аудіоверсія роману була відзначена премією «Навушники». Того ж року «Милість богів» увійшла до фіналу премії «Вибір Goodreads» у категорії наукової фантастики. 2025 року — до фіналу премії «Локус» за найкращий науково-фантастичний роман.

## Продовження й адаптація
Наступною в серії «Війна полоненого» 1 жовтня 2024 року в електронному форматі вийшла повість «Живий скафандр» (Livesuit). Її герой Кірін служить в елітному піхотному підрозділі, що використовує надсучасну технологію «живих скафандрів» і вважається чи не єдиною надією людства на перемогу в нескінченній війні проти могутнього міжгалактичного загарбника. Занепокоєний новинами про воєнні поразки, Кірін разом із товаришем вступив до підрозділу, залишивши роботу в мобільній медичній бригаді й мирне життя з коханою на планеті Каладон.
У листопаді 2024 року Variety анонсував однойменну телеадаптацію трилогії, яку для студії Amazon MGM розробляють виконавчі продюсери з медіакомпанії Expanding Universe: згадані в подяках книги Нарен Шанкар і Брек Айзнер, а також самі автори Абрагам і Френк.